# Justicia andamanica
Justicia andamanica là một loài thực vật có hoa trong họ Ô rô. Loài này được (Vasudeva Rao) Vasudeva Rao mô tả khoa học đầu tiên năm 1994.